# Burzyk mały
Burzyk mały (Puffinus assimilis) – gatunek średniej wielkości ptaka z rodziny burzykowatych (Procellariidae), zamieszkującego oceany i wyspy półkuli południowej. Jest mniejszy od innych burzyków i najczęściej jest widywany w locie. Nie jest zagrożony wyginięciem.

## Systematyka i zasięg występowania
Systematyka tego gatunku jest skomplikowana. W starszych ujęciach systematycznych do P. assimilis zaliczano kilka taksonów traktowanych obecnie jako osobne gatunki: burzyk malutki (P. baroli), burzyk brązoworzytny (P. boydi), burzyk polinezyjski (P. myrtae), burzyk ciemnolicy (P. elegans), niekiedy także burzyk podbielały (P. heinrothi) i burzyk równikowy (P. lherminieri).
Międzynarodowy Komitet Ornitologiczny (IOC) i inni autorzy wyróżniają obecnie cztery podgatunki P. assimilis:
- P. a. assimilis Gould, 1838 – wyspy Lord Howe i Norfolk
- P. a. haurakiensis C.A. Fleming & Serventy, 1943 – wyspy u północno-wschodnich wybrzeży nowozelandzkiej Wyspy Północnej
- P. a. kermadecensis Murphy, 1927 – wyspy Kermadec
- P. a. tunneyi Mathews, 1912 – wyspy u wybrzeży południowo-zachodniej Australii

## Morfologia
U dorosłych spód ciała oraz skrzydeł jest biały, a wierzch ciała ciemny.
Długość ciała 25–30 cm; rozpiętość skrzydeł 58–67 cm. Masa ciała: 154,0–207,5 g (P. a. kermadecensis), 191–242 g (P. a. haurakiensis).

## Status
W Czerwonej księdze gatunków zagrożonych IUCN burzyk mały klasyfikowany jest jako gatunek najmniejszej troski (LC – Least Concern). Liczebność populacji szacuje się na 100 000 – 499 999 dorosłych osobników. Trend liczebności populacji uznawany jest za spadkowy głównie ze względu na drapieżnictwo introdukowanych ssaków – szczurów i zdziczałych kotów.